# الجامعة التقنية في إلميناو
الجامعة التقنية في إلميناو (بالألمانية: Technische Universität Ilmenau) هي جامعة في ألمانيا.